# Camphène

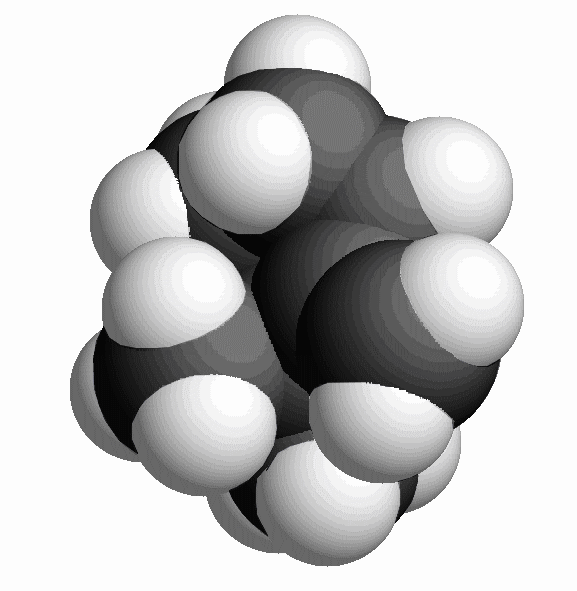
Molécule de camphène.

Le camphène est un monoterpène bicyclique de formule brute C10H16. Il est très volatil à température ambiante et présente une odeur acre. Quasi insoluble dans l'eau, il est soluble dans presque tous les solvants organiques. Il est le constituant de nombreuses huiles essentielles, comme la bergamote, le camphre, la citronnelle ou la térébenthine.

## Production
Le camphène est produit industriellement, en général, par isomérisation de l'α-pinène, par l'ajout d'un catalyseur hétérogène à pression normale et à des températures inférieures à 100 °C. L'isolement du camphène est fait par distillation fractionnée à pression réduite.